# Опорная научно-техническая библиотека имени Бардина
Опорная научно-техническая библиотека имени Бардина (официальное название — Опорная научно-техническая библиотека имени Бардина ЕВРАЗ ЗСМК) — научно-техническая библиотека, расположенная в Новокузнецке; крупнейшая в азиатской части России.
Появилась 10 января 1927 года в Томске на базе Тельбесбюро — научно-исследовательского учреждения, которое занималось проектированием будущего Кузнецкого металлургического комбината. Вместе с Кузнецкстроем она переехала в район Кузнецка. Являлась опорной, то есть основной для специалистов Сибири и Дальнего Востока, так как туда доставляли единственный экземпляр технической литературы выходящий в России и зарегистрированный во Всероссийской книжной палате, являлась опорным всесоюзным центром Центральной научно-технической библиотеки чёрной металлургии. Расположена в здании заводоуправления Кузнецкого металлургического комбината на площади Побед, 1. В библиотеке хранится 2,5 миллионов экземпляров. В честь библиотеки названа звезда в созвездии Овен. 
Один из первых руководителей Кузнецкстроя, академик Иван Бардин называл библиотеку «главной инструменталкой завода».